# Bangkalan Dayak
Bangkalan Dayak – wieś (desa) w kecamatanie Kelumpang Hulu, w kabupatenie Kotabaru w prowincji Borneo Południowe w Indonezji.
Miejscowość ta leży w północnej części kecamatanu.